# Jen Simmons
 (mars 2024).
Pour les articles homonymes, voir Simmons.
Jen Simmons est une graphiste, développeuse web, enseignante et conférencière américaine connue pour son expertise dans les normes web, en particulier HTML et CSS,. Elle est membre du groupe de travail CSS et joue rôle notable dans le déploiement des grilles CSS simplifiant la réactivité des interfaces web.

## Histoire
Simmons a obtenu un baccalauréat universitaire en sociologie du Gordon College (Massachusetts) (en) en 1991. En 2007, elle est diplômée de l'Université Temple avec un master en beaux-arts en cinéma et arts médiatiques. En plus de travailler sur des sites web depuis 1998, Simmons est concepteur d'œuvres imprimées et de représentations en direct, y compris des travaux de projection et de conception d'éclairage.
Elle est créatrice du thème Bartik pour le logiciel Drupal, qui est devenu l'un des thèmes principaux et un thème par défaut dans les versions 7, 8 et 9 de Drupal,,.
En 2013, elle rejoint le groupe du consortium World Wide Web (W3C) traitant les problèmes de responsivité.
Elle est designer et developer advocate chez Mozilla à partir de 2016 où elle conçoit l'inspecteur de grilles CSS du navigateur Firefox,. Depuis 2020, Simmons est developer advocate chez Apple dans l'équipe s'occupant de l'expérience du développeur pour les développeurs produisant travaillant avec WebKit et Safari,.
Simmons est membre du groupe de travail CSS créé par le W3C depuis 2016,, qu'elle rejoint alors qu'elle travaille pour Mozilla, puis en tant qu'employée d'Apple,. Elle aide à préparer et communiquer les spécifications de plusieurs aspects touchant à CSS,,,,,. De manière notable, elle est rédactrice de spécifications concernant les modèles de boîte et les grilles CSS,.

## Importance
Simmons a inventé le terme de « conception intrinsèque » pour faire référence à sa philosophie de mises en page Web qui mélangent une mise en page fixe, de taille de contenu et fluide. Elle intervient fréquemment lors de conférences lors d'événements tels que An Event Apart, South by Southwest, Fluent, DrupalCon et SmashingConf,,,,,,.
En 2007, elle invente le terme « fail whale » pour l'illustration du message d'erreur de Twitter qui s'affichait lors des pannes jusqu'en 2013,.